# Вокзальный переулок (Астрахань)
Вокза́льный переу́лок — переулок в историческом районе Селение в центральной части Астрахани, расположен в небольшом квартале малоэтажной деревянной застройки. Проходит параллельно улице Калинина с юга на север, начинаясь от Водопроводного переулка, пересекая 1-й Вокзальный переулок и заканчиваясь у южной стороны Вокзальной площади.
Переулок преимущественно застроен дореволюционными и раннесоветскими деревянными домами, частными или на несколько квартир. Имеются памятники архитектуры.

## История
До революции обозначался как переулок без названия на Рождественском бугре или как Степной переулок. 14 октября 1924 года получил название Вокзальный постановлением Междуведомственной комиссии.

## Застройка
- дом № 1/54 —  памятник архитектуры  Церковь Рождества Христова (Покровская, 1841‒1842 гг.)
- дом № 3/58 — двухэтажный деревянный дом с резными наличниками (конец XIX — начало XX вв.)

## Транспорт
По Вокзальному переулку движения общественного транспорта нет. В 150 метрах к северо-западу от его окончания расположена остановка «Парк „Аркадия“», на которой останавливаются маршрутные такси маршрутов № 13с, 95с и 96с.